# Владича
Владича (слч. Vladiča) насељено је мјесто са административним статусом сеоске општине (слч. obec) у округу Стропков, у Прешовском крају, Словачка Република.

## Становништво
| Година:    | 1994. | 2004.    | 2014.    | 2024.   |
| ---------- | ----- | -------- | -------- | ------- |
| Број људи: | 114   | 72       | 57       | 59      |
| Разлика:   |       | -36,84 % | -20,83 % | +3,50 % |

| Година:    | 2023. | 2024.   |
| ---------- | ----- | ------- |
| Број људи: | 61    | 59      |
| Разлика:   |       | -3,27 % |

Према подацима о броју становника из 2024. године насеље је имало 59 становника.